# Trichosalpingus gracilicornis
Trichosalpingus gracilicornis là một loài bọ cánh cứng trong họ Mycteridae. Loài này được Pic miêu tả khoa học năm 1927.